# Pissy (Ouagadougou)
Pissy ist ein Stadtteil von Ouagadougou, der Hauptstadt des westafrikanischen Staates Burkina Faso.
Pissy liegt im Arrondissement 6.